# Destroy Lonely
Destroy Lonely (n. 30 iulie 2001, Atlanta, Georgia, SUA) este un rapper și compozitor american din Atlanta, Georgia.